# Zaglyptogastra sinuata
Zaglyptogastra sinuata är en stekelart som först beskrevs av Grosvenor.  Zaglyptogastra sinuata ingår i släktet Zaglyptogastra och familjen bracksteklar. Inga underarter finns listade i Catalogue of Life.